# Maximus I van Valence
Maximus I van Valence was bisschop van Valence in het begin van de 5e eeuw. Valence lag in het West-Romeinse Rijk, in de provincie Gallia Lugdunensis. Geestelijkheid beschuldigde de bisschop van moord en manicheisme. Op 13 juni 419 ontsloeg een lokaal concilie van Gallo-Romeinse bisschoppen hem uit zijn ambt, met goedkeuring van paus Bonifatius I. Hij werd opgevolgd door Valdebert.